# Gabriel Marques
Gabriel Marques, vollständiger Name Gabriel Marques de Andrade Pinto, (* 4. März 1988 in Pedro Leopoldo, MG) ist ein brasilianischer ehemaliger Fußballspieler.

## Karriere
Der 1,84 Meter große Defensivakteur Gabriel Marques stand in den Spielzeiten 2009/10 und 2010/11 in Reihen des uruguayischen Erstligisten River Plate Montevideo. Dort absolvierte er 2009/10 26 (zwei Tore) und 2010/11 zwölf Partien (kein Tor) in der Primera División. Zudem wurde er zweimal (kein Tor) in der Copa Sudamericana aufgestellt. Im Januar 2011 wurde er an den Ligakonkurrenten Nacional Montevideo ausgeliehen. Dort trug er in der Clausura mit zehn Erstligaspielen zum Gewinn des uruguayischen Landesmeistertitels bei. Auch lief er in fünf Begegnungen der Copa Libertadores auf. In der Apertura 2011 folgten fünf weitere Erstligaeinsätze. Ein Pflichtspieltor gelang ihm als Spieler der „Bolsos“ jedoch nicht. Anfang Januar 2012 kehrte er zunächst zu River Plate Montevideo zurück. Ohne weiteren Pflichtspieleinsatz für die Montevideaner wechselte er sodann Mitte März 2012 auf Leihbasis in sein Heimatland zu Athletico Paranaense. 16 Ligaspiele (ein Tor) – sieben (kein Tor) in der Staatsmeisterschaft von Paraná und neun (ein Tor) in der Serie B – sowie vier Partien (kein Tor) in der Copa do Brasil weist die Statistik für ihn aus. Zum Jahresbeginn für wenige Tage wieder River Plate Montevideo zugehörig, folgte ab Mitte Januar 2013 eine weitere Leihstation in Brasilien. Der Paraná Clube war nunmehr bis Anfang Juli 2013 sein Arbeitgeber. Er bestritt dort zwölf Ligaspiele in der Paranaense 1 (kein Tor) und ein Pokalspiel der Copa do Brasil (kein Tor). Seither steht er wieder im Kader River Plate Montevideos. In der Saison 2013/14 absolvierte er 23 Erstligaspiele (ein Tor) und vier Begegnungen (kein Tor) der Copa Sudamericana 2013. In der Spielzeit 2014/15 wurde er 29-mal (ein Tor) in der höchsten uruguayischen Spielklasse und viermal (kein Tor) in der Copa Sudamericana 2014 eingesetzt.
Am 23. Juni 2015 wurde sein Wechsel zum von Guillermo Almada trainierten ecuadorianischen Verein Barcelona Sporting Club vermeldet. Es handelte sich dabei erneut um eine Ausleihe. Die Leihe wurde zwischenzeitlich verlängert und 2017 wurde Marques fest von Barcelona übernommen. Nachdem er 2016 und 2020 die Meisterschaft mit Barcelona gewinnen konnte, wechselte Marques zur Saison 2022 zum Guayaquil City FC.

## Erfolge
River Plate
- Uruguayischer Meister: 2010/11

Barcelona
- Serie A: 2016, 2020